# Глинкавички рејон
Кардимовски рејон (рус. Кардымовский район) административно-територијална је јединица другог нивоа и општински рејон у централном делу Смоленске области, у европском делу Руске Федерације.
Административни центар рејона налази се у селу Глинка са нешто више од 2.000 становника. Према проценама националне статистичке службе, на подручју рејона је 2014. живело свега 4.544 становника или у просеку 5,8 ст/км².

## Географија
Глинкавички рејон обухвата територију површине 1.223,2 км² и на 22. је месту по површини међу рејонима Смоленске области. Граничи се са Дорогобушким рејоном на североистоку и са Кардимовским рејоном на северозападу. На југозападу је Починковски, а на југоистоку Јељњански рејон.
Рејон се налази на подручју западног Јељњанског и источног Починковског побрђа (оба микроцелине Смоленског побрђа), док је на северозападу ограничен знатно нижим земљиштем горњодњепарске низије. Надморске висине крећу се од максималних 282 метра на моренском узвишењу код села Новобрикино, до 172 метра у долини Дњепра.
Речна мрежа на територији рејона је доста густа, а поред Дњепра који територијом овог рејона тече дужином од 30 км, најважније реке су још и Устром и Волост (притоке Дњепра) и Хмара (притока Сожа). У југоисточном делу рејона свој ток започиње река Стрјана. Доминирају подзоласта земљишта. Под шумама је нешто мање од половине укупне територје рејона.

## Историја
Глинчавички рејон је успостављен 1929. на деловима територије некадашњег Смоленског и Јељњанског округа Смоленске губерније. Привремено је расформиран 1961, а његова територија прикључена Јељњанском рејону, да би поново био успостављен 1980. године и од тада се налази у садашњим границама.

## Демографија и административна подела
Према подацима пописа становништва из 2010. на територији рејона је живело укупно 4.948 становника, а око 40% популације је живело у административном центру. Према процени из 2014. у рејону је живело 4.544 становника, или у просеку 5,8 ст/км². По броју становника најмањи је то рејон у Смоленској области.
| 1959. | 1970. | 1989. | 2002. | 2010. | 2014.  |
| ----- | ----- | ----- | ----- | ----- | ------ |
| ---   | ---   | 7.866 | 6.149 | 4.948 | 4.544* |

Напомена: према процени националне статистичке службе.
На територији рејона постоји укупно око стотињак насељених места организованих у виду 6 сеоских општина. Административни центар рејона је село Глинка у којем живи тек нешто више од 2.000 становника.

## Привреда и саобраћај
Најважнији извор прихода је пољопривредна производња, односно говедарство и узгој кромпира.